# Gagrellula frontalis
Gagrellula frontalis is een hooiwagen uit de familie Sclerosomatidae.